# Billy Bang
Billy Bang es el nombre artístico del compositor y violinista de free jazz estadounidense William Vincent Walker nacido el 20 de septiembre de 1947 y fallecido el 11 de abril de 2011.

## Biografía
Bang se trasladó al barrio neoyorquino del Bronx poco después de nacer, y de niño asistió a una escuela especial para músicos en Harlem. En esta escuela se les asignaba instrumentos a los alumnos basándose en su talla física. Bang era bastante pequeño, de modo que se le asignó el violín en lugar de otras opciones, como el saxofón o la batería (música). Fue alrededor de esa fecha cuando adquirió su apodo "Billy Bang", derivado de un personaje popular de los dibujos animados.
Bang estudió violín hasta que obtuvo una beca de perfeccionamiento en una escuela privada en Stockbridge (Massachusetts), En ese punto abandonó el instrumento porque la escuela no tenía un programa de estudios para él. Tuvo dificultades para adaptarse a la vida en la escuela, donde fue objeto de racismo y desarrolló una confusión sobre su identidad, a la cual culpó de la aparición de su esquizofrenia. Bang sintió que tenía poco en común con los chicos bastante privilegiados de la escuela, entre los que se encontraban Jackie Robinson, Jr. (hijo del jugador de béisbol Jackie Robinson) y Arlo Guthrie, y luchó por reconciliar la disparidad entre la riqueza de la escuela y la pobreza de su casa en Nueva Yor. Abandonó la escuela después de dos años y asistió a otra en el Bronx. No se graduó y decidió volver a la escuela después de alistarse en el ejército, cosa que tuvo lugar a los 18 años.
Bang pasó seis meses de entrenamiento básico y otras dos semanas aprendiendo tácticas de lucha en la jungla, llegando a Vietnam justo a tiempo para la ofensiva del Tet. Comenzando como soldado de infantería, tomó parte en una campaña, ascendiendo al grado de sargento antes de licenciarse.
Después de que Bang volviera de la guerra, su vida carecía de dirección. El trabajo que desempeñaba antes de servir en el ejército había sido ocupado en su ausencia. Obtuvo y posteriormente abandonó una licenciatura en derecho antes de convertirse en un activista político y formar parte de un grupo underground de revolucionarios. El grupo reconoció los conocimientos en armas de Bang durante su tiempo en el ejército, y los usaron para procurarse armas para el grupo durante sus viajes a Maryland y Virginia, comprándolas en locales de empeño y otros pequeños operadores. Durante esos viajes, Bang advirtió la presencia de tres violines en una de esas tiendas de empeño, e impulsivamente compró uno.
Posteriormente se unió a la banda de Sun Ra. En 1977, Bang cofundo el String Trio of New York (con el guitarrista James Emery y el bajista John Lindberg). Billy Bang exploró sus experiencias en Vietnam en dos álbumes: Vietnam: The Aftermath (2001) y Vietnam: Reflections (2005), grabados con una banda que incluía a otros veteranos del conflicto. En el último álbum también aparecen dos músicos vietnamitas afincados en Estados Unidos (voz y cítara đàn tranh).
Bang falleció el 11 de abril de 2011. De acuerdo con un socio, Bang padecía de cáncer de pulmón.

## Discografía

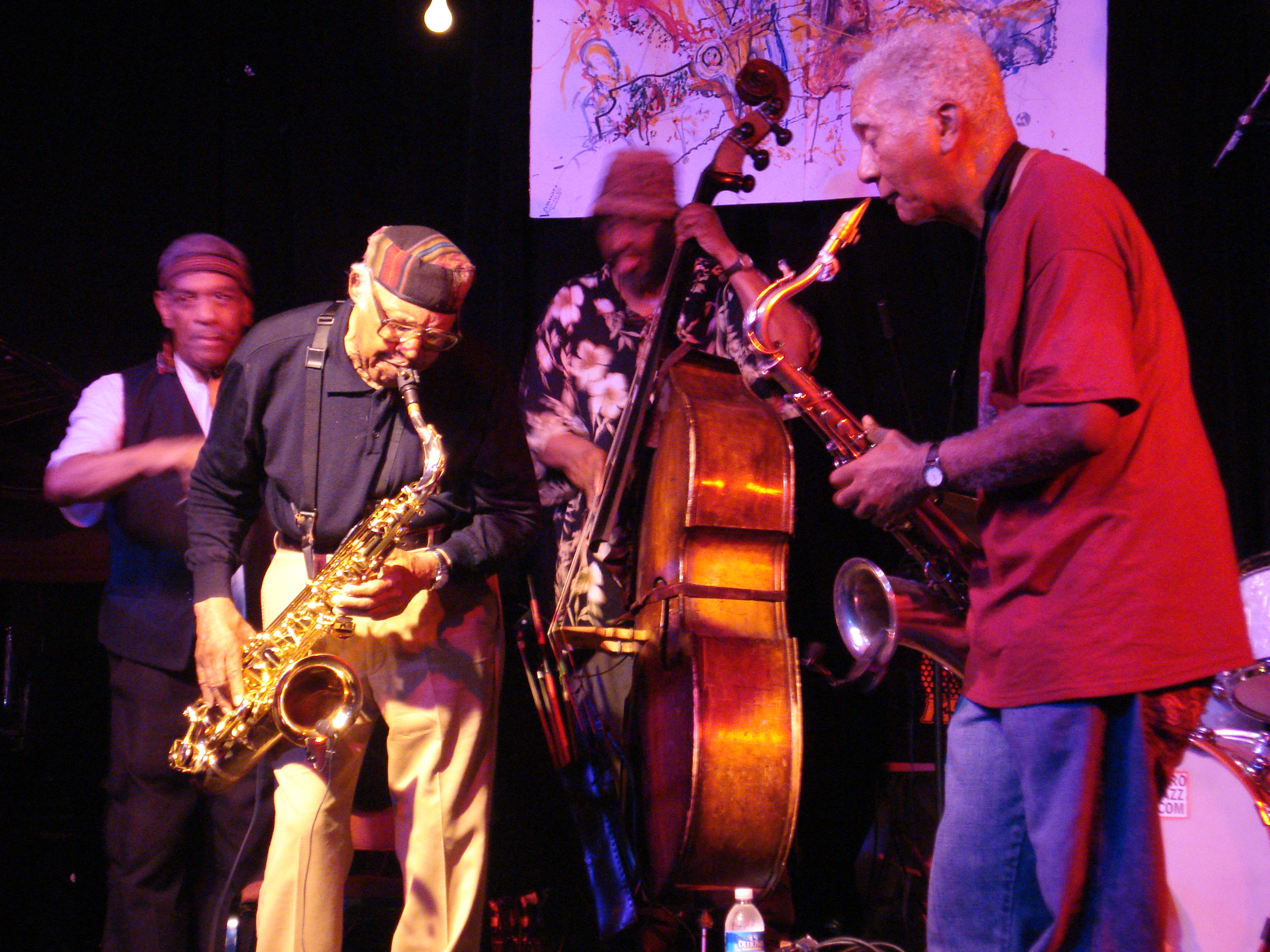
En 2008, con Fred Anderson, William Parker y Kidd Jordan.

### Como líder
- 1979: Distinction without a Difference (hat Hut)
- 1979: Sweet Space (Anima)
- 1981: Rainbow Gladiator (Soul Note)
- 1982: Invitation (Soul Note)
- 1982: Bangception, Willisau 1982 (hatOLOGY)
- 1983: Outline No. 12 (Celluloid)
- 1984: The Fire from Within (Soul Note)
- 1986: Live at Carlos 1 (Soul Note)
- 1991: Valve No. 10 (Soul Note)
- 1992: A Tribute to Stuff Smith (con Sun Ra, John Ore, Andrew Cyrille, Soul Note)
- 1996: Spirits Gathering (CIMP)
- 1997: Bang On! (Justin Time)
- 1997: Commandment (No More)
- 1999: Big Bang Theory (Justin Time)
- 2001: Vietnam: The Aftermath (Justin Time)
- 2004: Vietnam: Reflections (Justin Time)
- 2004: Configuration (con Sirone, Silkheart Records)

### Como colaborador
- Billy Bang & Charles Tyler: Live at Green Space (Anima, 1982)
- William Hooker/Billy Bang Duo: Joy (Within)! (1994–95)
- William Parker Violin Trio: Scrapbook (Thirsty Ear, 2003)
- Billy Bang, Wayne Providence and Michael Maloy: Hip Hop Bebop (ITM, 2003)

Con el String Trio of New York
- First String (Black Saint, 1979)
- Area Code 212 (Black Saint, 1980)
- Common Goal (Black Saint, 1981)
- Rebirth of a Feeling (Black Saint, 1983)
- Natural Balance (Black Saint, 1986)

Con el World Saxophone Quartet
- Experience (2004)

Con Kahil El'Zabar
- Big Cliff (Delmark, 1995)
- The Power (CIMP, 2000)
- Spirits Entering (Delmark, 2001)
- If You Believe... (8th Harmonic Breakdown, 2002)
- Live at the River East Art Center (Delmark, 2005)